# 赫碩色
赫碩色（穆麟德轉寫：hešose），滿洲正紅旗人，清朝政府官員，他於1726年接替索琳出任巡視台灣監察御史，該官職滿漢人各一，而滿人的他與夏之芳為同任御史。